# Маріямпіль
Марія́мпіль (з 7 червня 1946 до 5 лютого 2004 р. — Маринóпіль) — село в Івано-Франківському районі Івано-Франківської області на лівому березі Дністра. Входить до складу Дубовецької сільської громади. На гербі зображена Діва Марія (герб є промовистим).

## Географія
Село розташоване на березі річки Заблоче.

## Назва села
Існують дві легенди щодо пояснення назви села Маріямпіль (Маринопіль). За одним із переказів, на території села, ще до його заселення, відбувалася кривава битва місцевого населення з татаро-монголами (за іншою версією з християнами, які нищили язичницькі поселення). В цій битві ворожі полчища були розгромлені та вони не змогли закабалити місцеве населення, тому поле було назване Марним полем. Пізніше це поле заселили люди і дали назву селу Маринопіль. Друга версія позв'язана із загарбанням Галичини Польщею. Після того, як Галичину поневолила Польща, цю територію почали заселяти поляки і євреї. Вони, за переказами, дали назву Mariampol miasto, що в перекладі означає «Місто святої Марії».
Після входження західних областей України в склад СРСР, 7 червня 1946 року, указом Президії Верховної Ради УРСР, Маріямпіль перейменували на Маринопіль. За результатами сільського референдуму у 2003 році, мешканці села вирішили повернути йому довоєнну назву — Маріямпіль. У лютому 2004 року відповідну ухвалу прийняла Верховна Рада України.

## Історія
Перша письмова згадка про село Маріямпіль датується 1378 роком .
Археологами визнано найдавнішим (111—115 тисяч років) на Галицькому Придністров'ї поселення коло Маріямполя.

### Чортопіль
Маріямпіль сучасну історію веде з 1691 року, коли він був відбудований на руїнах язичницького Чортополя. Із досліджень археологів відомо, що первісне селище доби Галицько-Волинського князівства (XII—XIII ст.) знаходилося на високій кручі над Дністром й було добре укріплене. Не виключено, що воно мало назву Чортополь. За народними переказами, записаними краєзнавцем І. Драбчуком «гарне і надійне з оборонної точки зору місце у XIII ст. вибрав для себе галицький князь Данило Галицький, який і збудував тут замок для себе чи одного зі своїх синів». Згідно з легендою, з княжих часів на замковому подвір'ї збереглася дуже глибока (63 метри) криниця. На жаль, історичних відомостей про тогочасну історію містечка немає. Таємничий Чортопіль проіснував до XV ст. і був дивним чином зруйнований.

### Вовчків
На відстані 500—900 метрів від місця над Дністром, де розташовувалося спустошене християнськими «діячами» язичницьке селище, у кінці XIV ст. виник хутір села Делієва — Вовчків (первісна назва Вовче). Уперше в історичних джерелах населений пункт згадується в 1404 р. у зв'язку з тим, що власник «дібр Вовче» Добеслав із Делієва мав послати 7 своїх підданих на суд у Галич. Але на існування села щонайменше з 1378 року вказують судові документи «Акти земські і гродські» середини XV ст. В них згадується Ян на прізвисько Билінка, який пред'явив у суді привілей на Вовче, наданий його предкам ще князем Владиславом Опольським (1372—1380), і грамоту на його підтвердження, підписану польським королем Казимиром Яґеллончиком.
У податковому реєстрі 1515 року в селі документується 4 лани (близько 100 га) оброблюваної землі та ще 3 лани тимчасово вільної.
У XVI ст. Вовчків дуже розрісся. У 1594 р. він, як і сусідні Чешибіси (майбутній Єзупіль), був спалений. Починаючи з 30-х років XVII ст., населений пункт належав шляхтичеві Теодору-Анджею Белжецькому — сину галицького каштеляна Яна Белжецького. У 1638 р. він домігся надання Вовчкову міського статусу. Магдебурзьке право надав містові своєю грамотою король Ян III Собеський у 70-х роках XVII століття. Дитинцем нового містечка був дерев'яний замок Божий Видок, зведений за сприяння Т.-А.Белзецького на одному із пагорбів.
Друга половина XVII ст. для Галичини була надзвичайно важкою. Постої військ, надмірні визиски дідичів, татарські напади, епідемії, пожежі виснажили до краю городян. Щоб захистити свої права, вони об'єднуються у ватаги і нападають на маєтності визискувачів. У 1655 р. жителі Вовчкова разом з мешканцями сусідніх сіл зненацька напали на замок у Єзуполі, виламали браму і захопили майно навколишньої шляхти. Через 2 роки загони козацького полковника Антона Січлоса, до яких приєдналися ватаги місцевих селян, ще раз зруйнували маєтки в Єзуполі і Вовчкові-Божому Видку. Довершив спустошення цих міст турецький напад 1676 р. Турки і татари зруйнували замок і зрівняли містечко із землею.

### Рід князів Яблоновських
У 1691 р. король передав зруйноване містечко Белжецьких Божий Видок — Вовчків краківському каштелянові, великому коронному гетьманові Станіславу Яну Яблоновському (1634–1702) і надав йому привілей на закладення тут фортеці. Невідомо, хто порадив військовому міністру Польщі побудувати її на високих кручах, де майже прямовисні береги річки з двох сторін утворювали неприступний бастіон, але місце було вибрано найідеальніше. Споруджена за всіма правилами фортифікаційного мистецтва, твердиня мала форму правильного прямокутника в плані. По її кутах знаходилися 4 високі башти. Потрапити у замок можна було через дві в'їзні брами із підйомними мостами. Товщина стін замку становила 2-3, висота — 4-5 метрів. Південну й південно-східну сторони захищав також глибокий і широкий рів. В підошві Замкової гори закладається прямокутна в плані Ринкова площа. Першими, розібравши для будови своїх домів руїни форталіції Белжецьких, поближче до новозакладеного замку переселилися жителі містечка Божий Видок. На запрошення Яблоновського в місто прибули колоністи-мазури, оселившись переважно у Вовчкові, що стало передмістям новоствореного Маріямполя.
Родина князів Яблоновських володіла Маріямполем майже 190 років, її представники сприяли його закладенню, розвитку. Після смерті у 1702 р. Станіслава Яна Яблоновського Маріямпіль успадкував його син Ян Станіслав Яблоновський — руський воєвода, вчений і письменник. За його вказівкою було споруджено дерев'яний парохіальний костел Святої Трійці, у який перенесено ікону Марії.

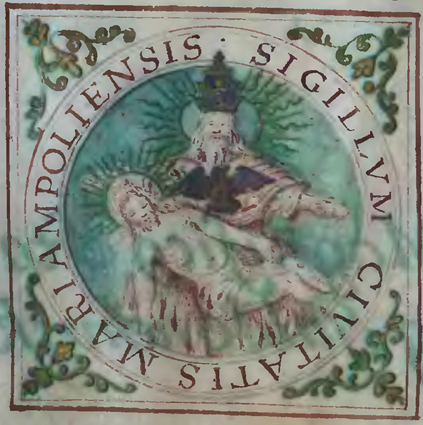
Герб Маріямполя з привілею 1693 р.

З 1693 р. Маріямпіль мав герб, який використовувався на міській печатці. За привілеєм короля Яна III Собєського, на гербі виступав образ «Єдиної Нероздільної Трійці» (тобто Бога-Отця, Ісуса Христа і Святого Духа) на блакитному тлі. З XIX ст. на печатці містечка було зображено Богоматір з дитям (образ Чудотворної Богородиці Маріямпільської), поле щита було блакитне, фігури — золоті. Пізніше (у другій половині XIX ст.) до герба додали зображення родинного знаку Яблоновських — Прус III в окремому щитку.
Онук Станіслава Яна Яблоновського — Ян Каєтан Яблоновський (1699–1764) виділив кошти для будівництва у 1736–1741 рр. мурованого костелу Святої Трійці. В 1742 р. було споруджено в Маріямполі кляштор чину капуцинів з костелом св. Антонія, спочатку дерев'яні, пізніше муровані (будівництво кам'яного монастиря і костела завершено в 1757 р.).
У 1753 р. при монастирі закладено один із небагатьох вищих навчальних закладів у Галичині — колегіум із класом філософії, а через 10 років в ньому відкрито клас риторики. Завдячуючи коштам дружини Яна Каєтана Яблоновського — Терези з Вєльгорських — в Маріямполі з 1746 р. почали діяти шпиталь для убогих та школа для осиротілих шляхтянок, якими опікувались монашки.

### Австрійська імперія
З 1772 р. галицькі землі ввійшли до складу Австрійської імперії. Упродовж тривалого часу Маріямпіль був центром австрійської адміністративно-територіальної одиниці — циркулу. В маріямпільському замку майже на 150 років осідає військовий гарнізон. В місті виростають нові будинки, збільшується кількість жителів. На 1785 р. в Маріямполі проживало 1332 жителі, було 218 будинків. Згідно цісарського указу про закриття малочисельних монастирів, покинули містечко капуцини. Монастир австрійська влада пізніше передала в користування сестрам милосердя, костел св. Антонія викупила греко-католицька громада. Про існування у Маріямполі церкви вперше згадується у фундаційній грамоті Яна Яблоновського капуцинам за 1742 р. У кінці XVIII ст. діяло дві церкви — Чесного Хреста (в центрі) і святого Миколая (в ремісничому кварталі). Спільне 130-річне володіння культовою спорудою греко- та римо-католиками було причиною частих суперечок та процесів у галицькому та львівському судах. У конфлікт змушені були втручатися навіть австрійський цісар та віденський парламент. Та австрійська влада старалася завжди підтримувати паритет.
Під час Наполеонівських війн маріямпільська твердиня востаннє використовувалася за призначенням. В 1809 р. у фортеці отаборився пронаполеонівський 4-тисячний партизанський загін польських повстанців з Поділля під командуванням П.Стрижевського. Майже 8-тисячна австрійська армія, що складалася з корпусів генералів Мерфельда, Кеслера та Едермана, хоча й мала подвійну перевагу, не наважувалася здобувати твердиню штурмом. Цісарські війська вдалися до артилерійського обстрілу, від якого постраждало багато будівель в місті. Та незабаром поширилися чутки, що Наполеон уклав із Францом II мир, і польські загони самі покинули населений пункт. Щоб запобігти повторенню подібних ситуацій, австрійська влада наказала розібрати фортечні мури, що й було зроблено в 1817 р. Використовуючи будівельний матеріал із фортечних укріплень у 20-х роках XIX ст. Яблоновські побудували в Маріямполі типовий для того часу палац, який дійшов до нашого часу у великій руїні.
Європейська весна народів торкнулася і життя Маріямполя. Великий вплив на активізацію громадсько-політичного життя громади мала діяльність родини Заклинських, особливо Гната Заклинського (1818–1866) — греко-католицького пароха з кінця 1840-х. Разом з дружиною Осипою-Катериною вони організували в містечку хату-читальню, хор, драмгурток. Ще однією знаковою персоною містечка став о. Василь Мотюк (1853–1934), греко-католицький парох Маріямполя, впродовж 50 років з 1884 р., який прилучився до численних ініціатив: заснувавши церковний й світський хори, заснувавши численні громадські організації, серед яких читальня «Просвіти» у 1899 року. За проектом інженера Володимира Січинського просвітяни побудували одноповерховий дім для своїх зібрань, де проводилась робота аматорського драматичного гуртка, хору, крамниці і позичкової каси.
У XIX ст. продовжувався й економічний розвиток містечка. З часу свого заснування Маріямпіль був вотчиною будівників. Найактивніше в ньому розвивалися будівельні та деревообробні ремісничі об'єднання. Дещо менше кваліфікованих спеціалістів мав ковальський цех, але в порівнянні з іншими населеними пунктами три маріямпільські кузні були досить великими й виготовляли на той час чимало продукції. Найбільшим серед ремісничих об'єднань був  цех гонтарів. Виготовлені в містечку гонтові покрівлі у 1844 р. експонувалися на міжнародній виставці у Відні. Будівельники своєю майстерністю також славилися далеко за межами краю. Зведеними громадськими й житловими спорудами маріямполяни залишили по собі слід майже по всій Галичині.
Для активізації торгівлі до Маріямполя у XVIII ст. Яблоновські запросили єврейських купців, які забудували Ринкову площу крамницями-помешканнями. Під час свого найбільшого зросту в 1898 р. населення Маріямполя становило 4135 осіб, з яких 2020 — римо-католиків, 1265 — греко-католиків та 850 юдеїв (більшість римо-католиків становили нащадки місцевої галицької шляхти і лиш населення присілка Вовчків майже повністю складалося з нащадків колоністів з Мазурщини). До початку 1-ї світової війни всі три громади жили неконфліктно.

### Новітня історія
У роки Першої світової війни, завдяки своєму розташуванню Маріямпіль потрапив у горнило боїв. 2 вересня 1914 р. містечко зайняли росіяни. Жорстокі бої в околицях Маріямполя точилися з 27 лютого по 4 березня 1915 р. Більшість жителів евакуювалися й врятували своє життя. Шквальний вогонь артилерії знищив значну частину житлових будівель містечка, у тому числі й палац. Росіяни таки зуміли відбити шалені атаки австрійців і втримати місто до 2 липня. Вдруге російські війська зайняли Маріямпіль у червні 1916 р. У липні 1920 р. вже фронт проти більшовиків в Маріямполі тримали петлюрівці. При цьому головний отаман Симон Петлюра відвідав Маріямпіль. З 3 вересня по 15 вересня того ж року лівий берег Дністра з містечком знаходився у руках Будьонного.
Зростала і радикалізовувалась національна свідомість української та польської громад Маріямполя. Чимало молоді з Маріямполя влилося в ряди українських січових стрільців та вояків УГА. Під час Листопадового чину 1918 р. українська молодь Маріямполя міську польську управу та жандармерію замінила власною.

### Польська держава
Після поразки в українсько-польській війні і приєднання Галичини до створеної за Версальським договором незалежної Польської держави українці опинилися під брутальним тиском польської адміністрації. Містечко стало осередком ґміни Маріямполь-Місто та постерунку поліції. Ще 9 червня 1919 р. під час Богослужіння до костьолу в монастирі, яким близько 130 років спільно користувалися римо- і греко-католики, вдерлися 40 польських жовнірів й почали бити прихожан, подерли хоругви, порізали хрести і книги, деякі речі забрали з собою. 26 вересня 1924 р. Станиславівське повітове староство наказало греко-католикам залишити костел до 1 січня 1926 р., а 5 січня 1926 р., за день до свята Різдва костьол назавжди замкнули для українців, розібравши незабаром і дерев'яну дзвіницю перед костелом. За допомоги Станиславівського єпископа Григорія Хомишина в 1930 р. в Маріямполі був збудований і освячений новий греко-католицький храм Воздвиження Чесного Хреста.
Важливою фігурою міжвоєнного періоду в Маріямполі був римо-католицький пробощ о. Марцін Босак (1889—1941), який прибув у містечко в 1920 р. і зразу ж активно взявся за розвиток польської громади. Він не тільки активізував духовне життя римо-католиків, але й сприяв економічному розвитку містечка. За його ініціативою було збудовано цегельню, Народний дім, триповерхову школу, проведено водопровід, прокладено тротуари, створено низку громадських і політичних польських організацій.
Українська читальня «Просвіти» відновила свою діяльність після війни в 1927 р., при ній діяли «Молочарська спілка», магазин гуртка «Сільський господар», гурток «Хліборобський вишкіл», кооператив «Власна поміч», патріотична організація «Соколи», а також аматорський гурток, дитячий садок, бібліотека, якими опікувалися доньки о. Василя Мотюка Стефанія і Ольга. З 1935 р. діяла підпільно Маріямпільська станиця ОУН.

### Друга світова війна
Найтрагічнішими для Маріямполя були 1939—1950 роки. Після першого приходу Радянської влади в 1940 р. було депортовано в Сибір сім'ї церковних активістів та близько 20 польських родин. 19 грудня 1941 р. вже німецьке гестапо розстріляло 12 патріотично налаштованих маріямполян та членів ОУН.
У роки німецької окупації всіх маріямпільських євреїв німці вивезли в гетто, а пізніше в невідомому місці розстріляли. Єврейське кладовище, найстарше поховання якого датоване 1730 р., було знищене повністю, а бароковими надгробками німецька влада наказала вистелити тротуари.
Вовчків наприкінці війни став базою для загонів польської Армії Крайової на Прикарпатті, за що був спалений загонами УПА в ніч з 29 березня на 30 березня 1944 р. Під час цієї акції у Вовчкові загинуло близько 60 осіб.

### У складі СРСР
Після повторного приходу радянської влади на Замковій горі дислокувався гарнізон НКВД, який штучно розпалював міжнаціональну ворожнечу. Представники нової влади створили польський «істрєбітєльний отряд», який брав участь у спаленні сусіднього українського села Тумир, де базувався загін УПА. В рамках акції «добровільного» українсько-польського обміну населенням в 1945—1952 роках з Маріямполя вивезено в Польщу (у Вроцлав та Опольщину) майже всіх поляків. На місці вивезених поляків поселили українців з Надсяння і Лемківщини.
У 1947 р. на страсну п'ятницю був заарештований співробітниками НКВД і вивезений зв'язаним на фірі о. Гончар, який відмовився зректися греко-католицької Церкви.
На початку вересня 1949 р. в маріямпільському лісі «Діброва» під час облави загоном НКВД загинув з цілою боївкою районний провідник УПА «Сапер». Нова група маріямпільських родин кривавими стежками попрямувала в далекий Сибір.
У 1983 р. до Маринополя приєднано село Вовчків.

### Відродження України
Після падіння комуністичного режиму відновилися зв'язки між польськими та українськими маріямполянами. Щороку громади обмінюються візитами-прощами до Маріямполя і Вроцлава відповідно. Це стало нагодою до відзначення у 2001 р. нагородою Капітули україно-польського поєднання, яку маріямполянам вручив папа Іван Павло II під час свого візиту в Україну.

## Культура

### Релігійне життя
- Чудодійний Образ Маріямпільської Богоматері з XVI ст.(копія, оригінал знаходиться в Польщі в костьолі на П'яску у Вроцлаві.)
- Колишній монастир капуцинів та сестер милосердя XVIII ст. (після другої світової війни використовувався як дитячий будинок, лікувально-трудовий профілакторій, зараз — місце ув'язнення).
- Церква Воздвиження Чесного Хреста (збудована в 1930 р.)

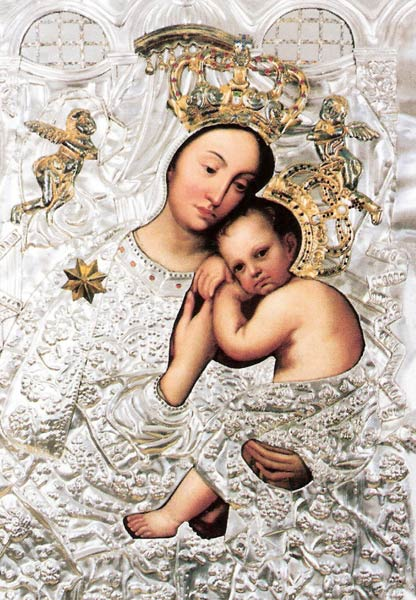
Матінка Божа Маріямпільська

Більшість мистецтвознавців схиляються до думки, що свій початок ікона Маріямпільської Богоматері бере з XVI століття і на її автора мали вплив роботи славетного Рафаеля Санті. Але існують думки і про більш ранню дату появи твору — так, Г.Гоффманн вважав, що образ написаний візантійськими майстрами.
У 1752—1788 рр. ксьондз Войцех Білінський оздобив зображення Богоматері з Дитям великою кількістю срібла і дорогоцінного каміння та помістив святиню під скло. У 1936 р. р образ реставрував львівський художник Юрій Яніш.
Під час повоєнного виселення, рятуючи образ від комуністичної влади, польська громада Маріямполя вивезла його до Польщі. У 90-х роках XX ст. копія Чудодійного Образу Маріямпільської Богоматері була урочисто подарована польськими маріямполянами маріямполянам-українцям.

## Історичні пам'ятки
- Залишки Маріямпільського замку, палацу, фортечних укріплень кінця XVII ст.
- Чудодійний Образ Маріямпільської Богоматері з XVI ст.(копія, оригінал знаходиться в Польщі в костьолі на П'яску у Вроцлаві.)
- Колишній монастир капуцинів та сестер милосердя XVIII ст. (після другої світової війни використовувався як дитячий будинок, лікувально-трудовий профілакторій, зараз — місце ув'язнення).
- Церква Воздвиження Чесного Хреста (збудована в 1930 р.) і використовується почергово греко-католицькою УГКЦ) і православною (УПЦ КП громадами.
- Православний (УПЦ КП) Свято-Пантелеймонівський ставропігійний чоловічий монастир (не діючий).
- Джерело з чудодійними та лікувальними властивостями води, особливо при захворюваннях очей та голови, за народними переказами — місце з'яви Богородиці.
- Див. також Маріямпільський замок (дендропарк).

## Соціальна сфера
- Амбулаторія[7]
- Школа[8]

## Маріямпіль у документальному кіно

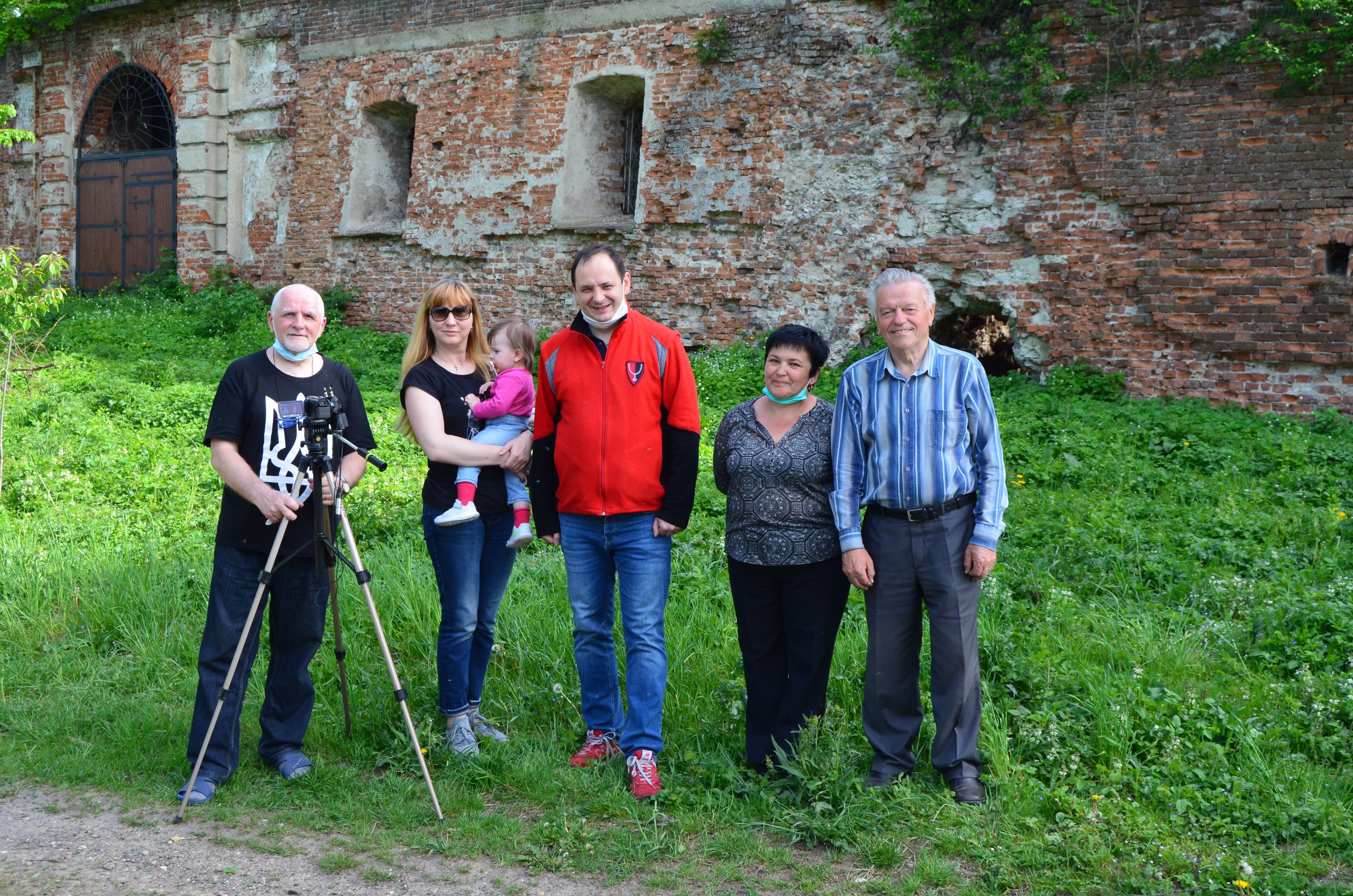
Робочий момент фільмування документального фільму про Маріямпіль.

Влітку 2020 року разом з сценаристом Богданом Кучером знято документальний фільм "Маріямпіль - місто Марії". Режисер — Мирослав Бойчук. Спеціально до цієї стрічки разом Вірою Барановською написано пісню "Маріямпіль - столиця Марій" (музика та слова М.Бойчука). 

## Відомі люди

### Народилися
- Головчак Петро Іванович — український художник.
- Осип Гробельний (1899-1957) — лікар, поручник УГА, начальник санітарного поїзда.[9]
- Заклинський Корнило Гнатович — український історик, етнограф, письменник.
- Заклинський Роман Гнатович — український письменник, літературознавець, історик, етнограф, педагог, мемуарист, культурно-просвітницький діяч.
- Заклинський Леонід Гнатович — український культурно-політичний діяч.
- Каменецький Юліан — український громадський діяч, керівник «Товариства тверезості».
- Шаран Володимир Богданович — український футболіст і тренер.

### Перебували, проживали
- Кисілевський Богдан Ізидорович — український лікар (УСС, УГА, УПА), громадський діяч; працював у містечку[10]
- Микола Василь Потоцький — в заповіті призначив для монахів-капуцинів частину свого спадку.[11]